# Civitanova del Sannio
Civitanova del Sannio är en ort och kommun i provinsen Isernia i regionen Molise i Italien. Kommunen hade 920 invånare (2018).